# Херн, Лейси
Лейси Эрнест Херн (англ. Lacey Earnest Hearn; 23 марта 1881, Портленд, Индиана — 19 октября 1969, Форт-Уэйн) — американский легкоатлет, серебряный и бронзовый призёр летних Олимпийских игр 1904.
На Играх 1904 в Сент-Луисе Херн участвовал в нескольких дисциплинах. Он стал четвёртым в командной гонке на 4 мили и в итоге его команда стала второй, выиграв серебряные медали. В беге на 1500 м он занял третью позицию, получив бронзовую награду. В гонке на 800 м он занял место между 7-м и 13-м.